# ÖFB-Cup 1946-1947
La ÖFB-Cup 1946-1947 è stata la 22ª edizione della coppa nazionale di calcio austriaca.

## Ottavi di finale
| Squadra 1            | Risultato | Squadra 2      |
| -------------------- | --------- | -------------- |
| 9 febbraio 1947      |           |                |
| Stadlau              | 1 - 9     | Austria Vienna |
| 26 marzo 1947        |           |                |
| Admira Vienna        | 5 - 1     | Wien           |
| 30 marzo 1947        |           |                |
| Sturm Graz           | 4 - 0     | Wr. Neustädter |
| 2 aprile 1947        |           |                |
| Columbia Floridsdorf | 1 - 3     | Wiener SC      |
| 3 aprile 1947        |           |                |
| Helfort              | 0 - 1     | Floridsdorfer  |
| 16 aprile 1947       |           |                |
| Rapid Vienna         | 3 - 2     | First Vienna   |
| 17 aprile 1947       |           |                |
| Wacker               | 5 - 3     | Villacher SV   |
| 1º maggio 1947       |           |                |
| Hochstädt            | 5 - 1     | Salzburger AK  |

## Quarti di finale
| Squadra 1      | Risultato | Squadra 2    |
| -------------- | --------- | ------------ |
| 8 maggio 1947  |           |              |
| Austria Vienna | 3 - 2     | Rapid Vienna |
| 14 maggio 1947 |           |              |
| Floridsdorfer  | 0 - 1     | Wacker Wien  |
| Hochstädt      | 2 - 1     | Sturm Graz   |
| 22 maggio 1947 |           |              |
| Admira Vienna  | 1 - 3     | Wiener SC    |

## Semifinale
| Squadra 1      | Risultato | Squadra 2 |
| -------------- | --------- | --------- |
| 5 giugno 1947  |           |           |
| Austria Vienna | 7 - 0     | Hochstädt |
| Wacker         | 3 - 1     | Wiener SC |

## Finale
| Squadra 1      | Risultato | Squadra 2      |
| -------------- | --------- | -------------- |
| 29 giugno 1947 |           |                |
| Wacker         | 4 - 3     | Austria Vienna |